# My Style (Hidden Track)
Singles de Brown Eyed Girls
Naega Yeoreumida Vol.1
(2007) Candy Man
(2009)
My Style (Hidden Track) est le troisième single digital des Brown Eyed Girls, sorti sous le label NegaNetwork le 30 octobre 2008 en Corée du Sud.
Les chansons de ce single sont de nouvelles versions de deux chansons présentes sur le mini album My Style.

## Liste des titres
| 1. | My Style (Hidden Track)                                        | 3:58 |
| 2. | Dasineun Sarang Anhallae (Unplugged Ver.) (다시는 사랑 안할래) | 3:54 |
| 3. | My Style - Gok Badeun Nar (곡 받은 날)                         | 3:17 |